# Economía de escasez
La economía de escasez (en polaco gospodarka niedoboru, en húngaro: hiánygazdaság, en inglés: shortage economy) es un término acuñado por el economista húngaro János Kornai y lo usó para criticar las viejas economías de planificación centralizada de los países comunistas de Europa Central y del Este. En su artículo Economics of Shortage (1980), considerado generalmente como su obra más conocida y más influyente, János Kornai argumentaba que la escasez era producto de imperfecciones del mismo sistema. 
Es necesario señalar que la escasez de un determinado bien no implica necesariamente que no esté siendo producido, sino que a un precio determinado, la demanda del producto sobrepasa a  la oferta. Esto puede ser causado por un precio demasiado bajo forzado por el gobierno, que anima a los consumidores a pedir cantidades más grandes del producto.[cita requerida]

## Definición y características
Según Kornai, una economía de penuria tiene las siguientes características: 
- Escasez, que es: 
  - general, es decir, que afecta a todos los sectores de la economía (bienes de consumo, servicios, medios de producción y materias primas)
  - frecuente
  - intensa
  - crónica
  - horizontal y vertical
  - sustituida por excedentes ocasionales
- Cambia el mercado de compradores y vendedores
- Sustituciones forzosas
- Ahorro forzoso
- Pequeñas restricciones presupuestarias
- Comportamiento paternalista
- Inflación reprimida

## Comportamiento de los compradores
Según la teoría de János Kornai, las posibilidades a las que se enfrentan los compradores son las siguientes: 
- Posibilidad 0: El comprador va a la tienda, encuentra el producto que quiere y lo compra. Esta es la situación normal si no hay escasez. Según el punto de vista de Kornai, una economía de penuria es, por definición, una economía en la que esto pasa raramente.

- Posibilidad 1: Hay el producto, pero el comprador debe hacer cola para comprarlo, porque hay más compradores que unidades del producto. A veces, las colas se forman solo por la posibilidad (o el rumor) de que el producto esté disponible. Los consumidores esperan muchos minutos e incluso horas haciendo fila, a menudo incluso muchas horas al día, sólo para comprar productos básicos como por ejemplo comida.[cita requerida] Por otros productos hay una lista de espera, que en algunos casos puede ser muy larga. Por ejemplos, la lista de espera en la URSS para obtener un apartamento durante los años ochenta era de 10-15 años. Otro ejemplo, las colas para la mayoría de los productos de la cesta básica en Venezuela entre 2015 y 2016 (para finales de 2016 finaliza la escasez acompañados de muy altos precios los cuales son inaccesibles para la gran mayoría de la población lo que de facto deviene en una nueva variante de economía de penuria).[1]

- Posibilidad 2: El producto no está disponible, así que consumidor acepta una sustitución forzada, es decir, compra otro producto más o menos similar al que pretendía adquirir. La sustitución es forzada, porque el producto original se ha acabado.

- Posibilidad 3: El producto no está disponible, así que el comprador lo busca en otro lugar; o el producto no está disponible, pero se sabe que en un futuro lo estará, así que el comprador decide posponer la compra. Esto es una forma de ahorro forzoso, porque el consumidor no quería, originariamente, ahorrar o seguir teniendo su dinero.

- Posibilidad 4: El producto no está disponible, así que el comprador deja de comprarlo.